# Aire d'attraction de Tarascon-sur-Ariège
L'aire d'attraction de Tarascon-sur-Ariège est un zonage d'étude défini par l'Insee pour caractériser l’influence de la commune de Tarascon-sur-Ariège sur les communes environnantes. Publiée en octobre 2020, elle se substitue à l'aire urbaine de Tarascon-sur-Ariège, qui comportait 7 communes dans le dernier zonage qui remontait à 2010.

## Définition
L’aire d’attraction d'une ville est composée d’un pôle, défini à partir de critères de population et d’emploi ainsi que d’une couronne constituée des communes dont au moins 15 % des actifs travaillent dans le pôle. Le pôle d’attraction constitue ainsi un point de convergence des déplacements domicile-travail,.

## Type et composition
L’aire d'attraction de Tarascon-sur-Ariège est une aire intra-départementale qui comporte 6 communes en Ariège.
Elle est catégorisée dans les aires de moins de 50 000 habitants, une catégorie qui regroupe 16,6 % de la population d'Occitanie et 12,2 % au niveau national.

### Carte

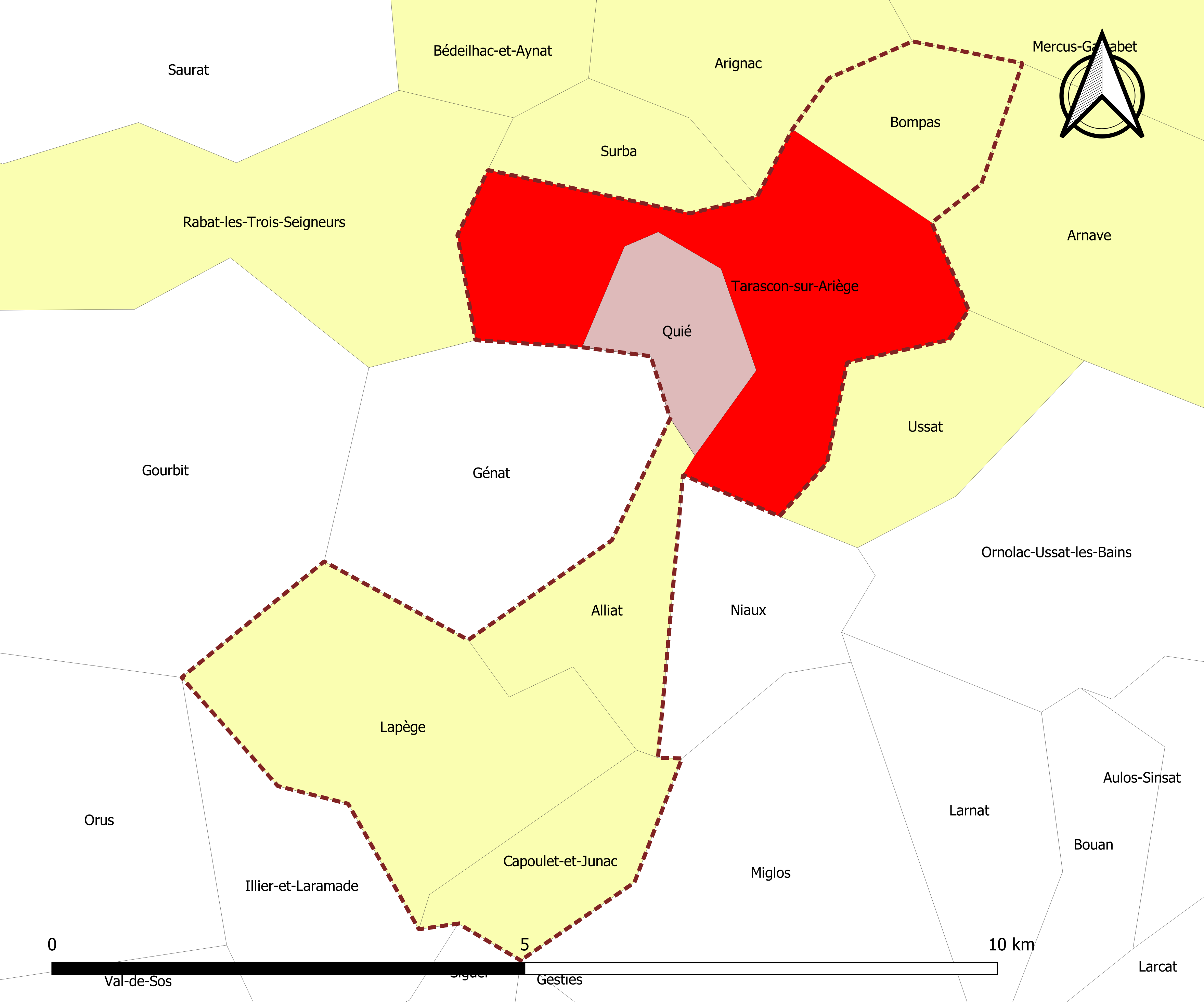
Carte de l'aire d'attraction de Tarascon-sur-Ariège.
Commune-centre
Commune du pôle principal
Commune de la couronne

### Composition communale
| Nom                                  | Code Insee | Département | Statut                    | Superficie (km2) | Population (dernière pop. légale) | Densité (hab./km2) | Modifier                                    |
| ------------------------------------ | ---------- | ----------- | ------------------------- | ---------------- | --------------------------------- | ------------------ | ------------------------------------------- |
| Tarascon-sur-Ariège (commune-centre) | 09306      | Ariège      | commune-centre            | 8,65             | 3 060 (2022)                      | 354                | modifier les données · modifier les données |
| Quié                                 | 09240      | Ariège      | commune du pôle principal | 2,51             | 298 (2022)                        | 119                | modifier les données · modifier les données |
| Alliat                               | 09006      | Ariège      | commune de la couronne    | 3,46             | 56 (2022)                         | 16                 | modifier les données · modifier les données |
| Bompas                               | 09058      | Ariège      | commune de la couronne    | 2,75             | 200 (2022)                        | 73                 | modifier les données · modifier les données |
| Capoulet-et-Junac                    | 09077      | Ariège      | commune de la couronne    | 2,78             | 191 (2022)                        | 69                 | modifier les données · modifier les données |
| Lapège                               | 09152      | Ariège      | commune de la couronne    | 8,29             | 18 (2022)                         | 2,2                | modifier les données · modifier les données |